# Convent de Sant Andreu
Sant Andreu fou un antic convent jesuïta al nucli de Sant Guim de la Rabassa (Segarra) catalogat a l'Inventari del Patrimoni Arquitectònic de Catalunya. Aquest lloc està documentat des de mitjan segle xi com a part de les possessions dels Anglesola. També estigué en mans dels Sarcirera. El segle xiv pertany als Merlès, des de principis del segle xv fins a mitjans del segle xvii dels Calders i finalment arriba a mans dels jesuïtes a finals del segle xvii.
Aquests darrers van transformar l'antiga construcció en un convent del seu ordre i també van construir una església barroca sobre l'edificació medieval, consagrada a Sant Andreu i Sant Guillem.
L'església medieval apareix en les llistes de parròquies del bisbat de Vic, al que està vinculada fins al 1957, moment en què passa a formar part del de Solsona, als segles xi i xii amb els noms de "Sancto Guilemo" i "Sancto Guillelmo". Posteriorment passà a ser sufragània de Santa Maria de Freixenet.

## Arquitectura
Es tracta d'un edifici aïllat de grans dimensions, situat en el nucli antic de la població i està format pel conjunt de l'edificació residencial i l'església consagrada a Sant Andreu i Sant Guillem. L'edifici residencial està estructurat a la seva façana principal orientada a migjorn, a partir de planta baixa, primer pis,segon pis i golfes amb coberta a doble vessant i s'observa ràfec de teula a tot el seu perímetre. La seva planta baixa presenta tres portes d'accés de llinda, dos de les quals estan tapiades, restant l'última com a única porta d'accés a l'edifici. El seu primer i segon pis d'aquesta façana, tenen 10 obertures alternades de finestra i balcó, d'estructures de llinda amb carreus de pedra. Les golfes presenten tres petites obertures. La seva façana de ponent, també presenta la mateixa distribució dels pisos que la façana principal. Adossada i integrada al paredat de l'obra de planta rectangular hi troben l'església de Sant Andreu i Sant Guillem. Aquesta església és de planta rectangular, d'una sola nau i coberta a doble vessant, presentant un ràfec de teula al seu perímetre. La seva façana principal està orientada a migjorn i presenta un pòrtic format a partir de tres arcs de mig punt adovellats, separats per un pilar motllurat amb imposta ressaltada. Damunt del pòrtic, una finestra allindada i finalment un campanar d'espadanya d'un sol ull, rematada per una cornisa coronada amb una creu. Tot el conjunt està unificat per un parament paredat i amb carreus de pedra del país a les cantoneres i obertures de l'edifici.

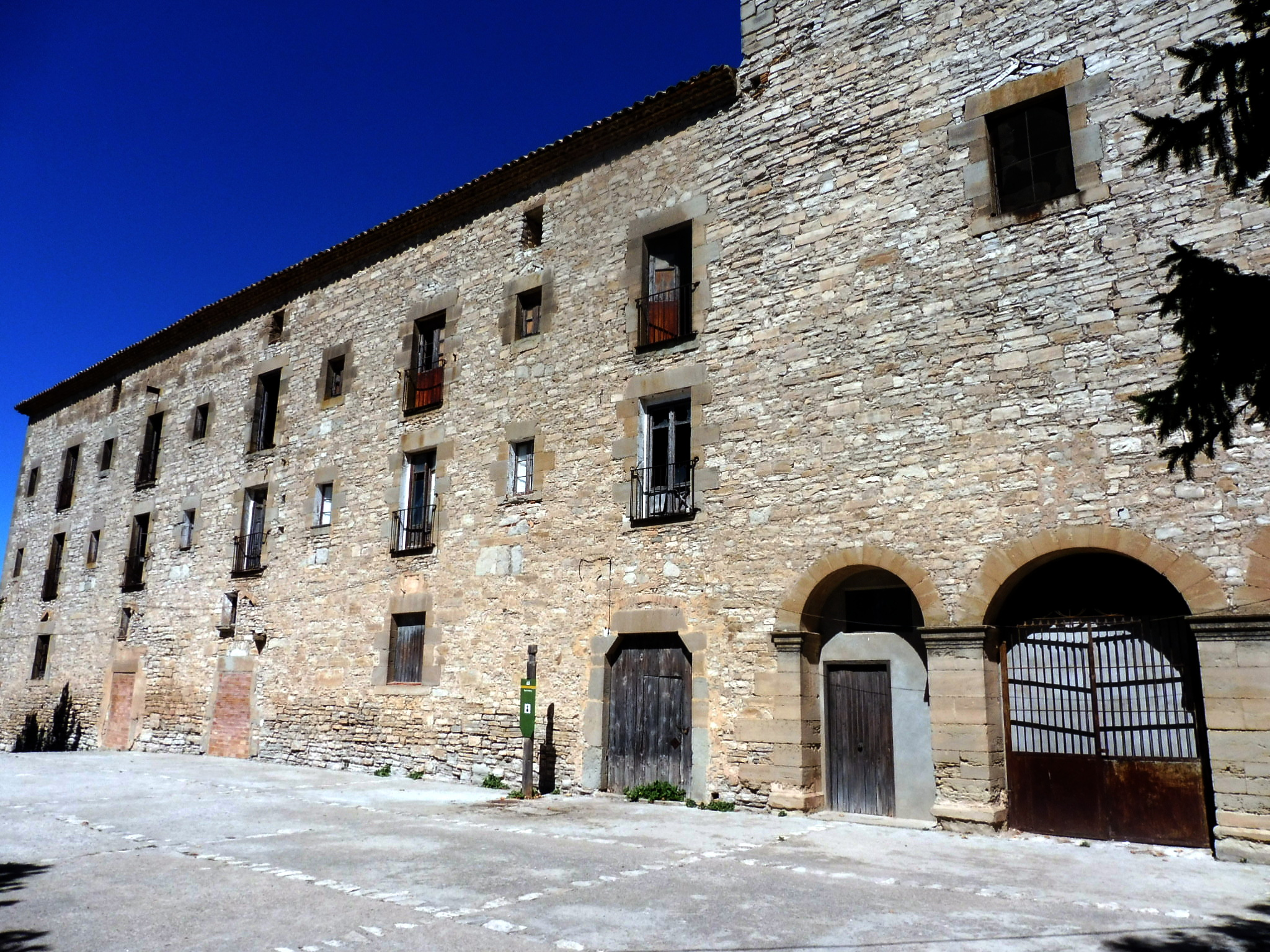
Vista de conjunt

Situat a llevant d'aquest edifici i separat per un camí de terra, troben les cavallerisses d'aquest convent. Aquest edifici annex presenta una estructura amb planta rectangular, molt deformada i adaptada actualment per ús agrícola, però encara es pot veure tres grans arcs de mig punt, dos dels quals tapiats i un últim, retallat a partir d'una porta allindanada. L'obra presenta un parament pareda i coberta a un vessant de teula àrab. Després de l'expulsió dels jesuïtes, l'edifici va ser embargat i destinat a col·legi i habitatges. Això va obligar a fer diverses reformes, entre les quals obrir alguna porta més a la façana. Uns d'elles seria la que té gravada a la llinda la data de 1791. L'edifici es troba actualment en desús però en un bon estat de conservació.